# Elena Tchoudinova
Pour les articles homonymes, voir Tchoudinova.
Elena Petrovna Tchoudinova (en russe : Елена Петровна Чудинова) est une écrivaine russe réactionnaire, née le 3 septembre 1959 à Moscou.
Fille de Piotr Tchoudinov, géologue et paléontologue, Elena Tchoudinova est l'auteure de livres assez divers, dont un livre pour enfants racontant l'histoire de l'Angleterre et une trilogie romancée prenant pour thème la guerre civile russe. Son livre le plus connu est La Mosquée Notre-Dame de Paris (2005), qui eut un grand succès en Russie et fut édité en France en 2009 (traduit en 2006 par Larissa Vinova et Romain Laroche). Il s'agit d'un roman d'anticipation et de politique-fiction décrivant l'islamisation de la France en 2048.

## Biographie
Elena Tchoudinova a commencé à écrire de la poésie sur l'histoire russe en 1970. Une petite partie a été publiée en 2013, en annexe au roman Le gardien du signe (Vol. 2, Le Triomphe du signe). L'auteur a écrit dans les années pré-pérestroïka le roman Le gardien du signe sur la guerre civile en Russie, le roman Neferte sur l'Égypte ancienne, la trilogie fantastique sur une famille noble Sabourov (romans Coffret, Fleur de lys, Décembre sans Noël), des livres pour les enfants : Histoire de l'Angleterre pour les enfants et Gardarika, une pièce de théâtre La comédie de l'Encrier sur le siècle de Catherine II.
Son roman le plus célèbre reste la dystopie La Mosquée Notre-Dame de Paris, qui a suscité un grand intérêt public. Il a été publié en Serbie, Turquie (édition piratée), France, Pologne, Bulgarie et a été traduit aussi en langues anglaise et norvégienne. En 2005, ce livre a reçu le prix Bastkon. 
Chroniqueuse pour le magazine Expert, Tchoudinova est l'auteur de quatre recueils d'articles de journalisme social et politique. Depuis 2010, elle est le principal auteur de l'émission Heure de l'écrivain sur la radio Radonège.
Dans ses œuvres littéraires et journalistiques, elle prêche la supériorité de la civilisation chrétienne européenne (à laquelle appartient la Russie) et le rejet des mouvements révolutionnaires. Elle dénonce la destruction des fondements civilisationnels par l'idéologie des Lumières, le concile Vatican II, l'ethnomasochisme et le multiculturalisme.

## Œuvres
- Держатель знака (Le teneur de signe), 1993.
- История Англии для детей (L'histoire d'Angleterre pour les enfants), 1996.
  - Tome 1 : С древнейших времен по 1558 год (Des premiers âges à l'an 1558)
  - Tome 2 : От Елизаветы до Виктории (D'Elizabeth à Victoria, 1558-1901)
- Neferte, 2003.
- Larets (Coffret), 2003.
- Мечеть Парижской Богоматери, 2005. Traduit en français sous le titre La Mosquée Notre-Dame de Paris : année 2048, éd. Tatamis, 2009,  (ISBN 2917617020).
- Lileia (Fleur de lys), 2006.
- Dekabr' bez Rojdestva (Décembre sans Noël), 2012.